# Batalla de Vorónezh (1943)
La batalla de Vorónezh de 1943, u Ofensiva Vorónezh-Kastórnoye según la denominación utilizada por la historiografía soviética, fue una operación del Ejército Rojo durante la Segunda Guerra Mundial. Formó parte de la más amplia Ofensiva de Vorónezh-Járkov.
Se desarrolló entre el 24 de enero y el 2 de febrero de 1943 y marcó el comienzo de la cuarta fase de la ofensiva invernal soviética de 1942-1943 en el sector meridional del frente oriental. Siguió inmediatamente a la Ofensiva Ostrogozhsk–Róssosh.
Nuevo movimiento de pinza de las fuerzas soviéticas, muy complicado por la dureza del invierno, lo llevaron a cabo las unidades del frente de Vorónezh a las órdenes del general Gólikov, que formaron el brazo meridional de la pinza, en colaboración con el flanco izquierdo del frente de Briansk del general Maks Reiter, cuyas unidades formaron el brazo septentrional de la operación.
Los soviéticos atacaron los flacos del 2.º Ejército alemán desplegado en la importante cabeza de puente de Vorónezh y de las tropas húngaras aún presentes en el frente oriental tras la derrota catastrófica del grueso de sus unidades en enero; en riesgo de quedar rodeadas, estas fuerzas tuvieron que llevar a cabo una costosa retirada en mitad del terrible invierno ruso.
Las pérdidas del Eje fueron considerables y el 2.º Ejército se salvó de milagro de ser completamente destruido; una enorme brecha se abrió en este sector del frente. Quedó desprotegido Kursk, retomado por los soviéticos en la Operación Estrella Polar que siguió a la batalla de Vorónezh, y también la zona sur de Oriol.